# Плавуча електростанція

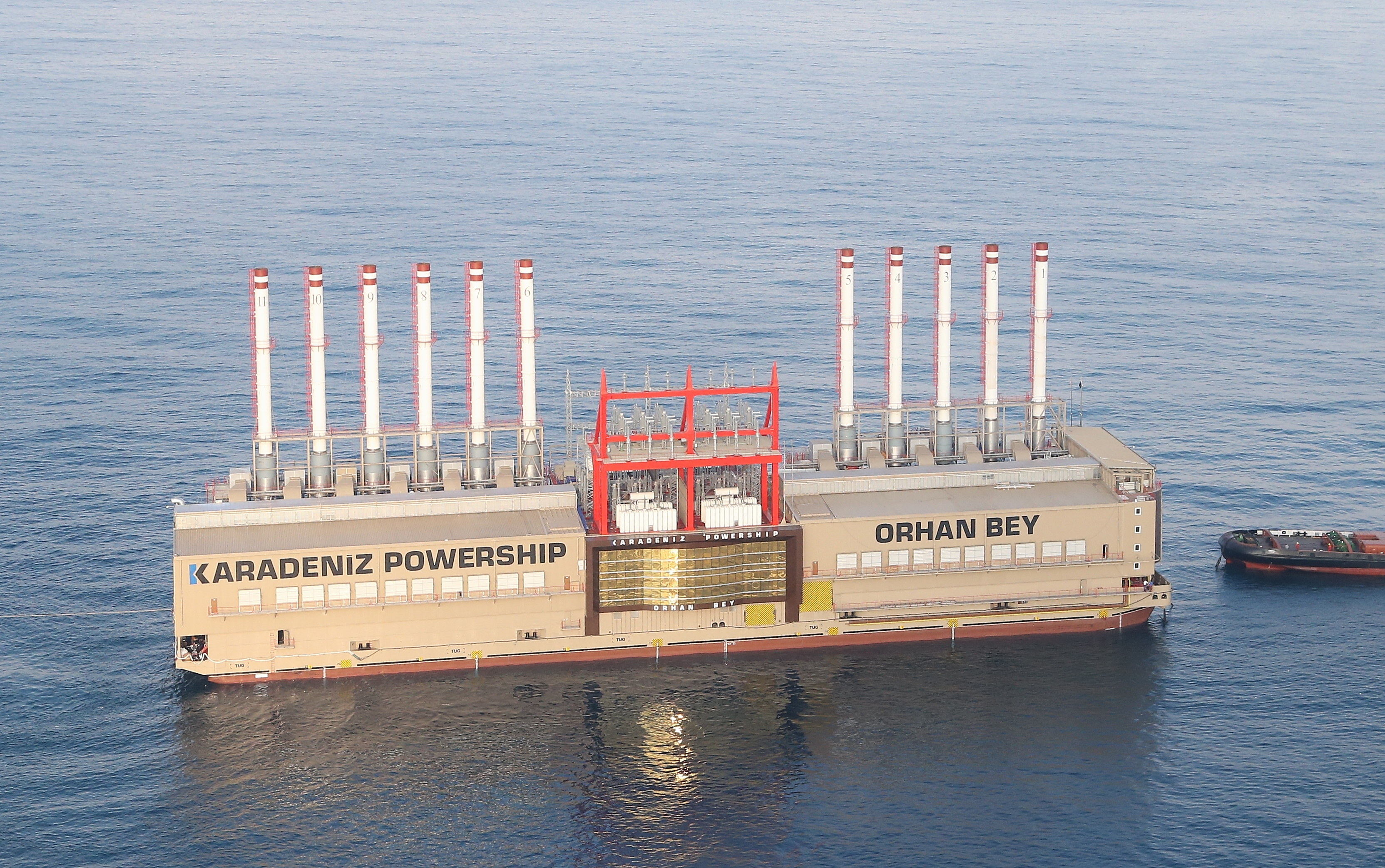
MV Orhan Bey, плавуча електростанція, яка раніше була балкером.

Плавуча електростанція (англ. powership або power ship) — судно спеціального призначення, на якому встановлена силова установка, яка служить джерелом генерування електроенергії.
Переобладнані з існуючих суден, плавучі електростанції є самохідними, готовими до роботи з інфраструктурою країн, що розвиваються, які підключаються до національних енергетичних мереж, де це необхідно. Безмоторні плавучі електростанції, відомі як енергетичні баржі, є силовими установками, встановленими на палубі баржі. Їх іноді називають «плавучими електростанціями» або «електростанціями, встановленими на баржах». Спочатку вони були розроблені під час Другої світової війни компанією General Electric для Військово-виробничої ради як переносний великомасштабний ресурс для генерування електроенергії.
Плавучі електростанції або енергетичні баржі можуть бути обладнані однією або кількома газовими турбінами, поршневими дизельними та газовими двигунами, котлами чи ядерними реакторами для генерування електроенергії. Bureau Veritas, міжнародна сертифікаційна агенція з досвідом нагляду як за суднобудуванням, так і за розробкою електростанцій, класифікує такі плавучі електростанції як «електростанції спеціального призначення» (англ. special service power plants).

## Історія
Однією із перших плавучих електростанцій була SS Jacona, переобладнана у 1931 році компанією Newport News Shipbuilding and Drydock Company із Вірджинії для компанії New England Public Service Company в Огасті, штат Мен. Ідея спала на думку президенту фірми Augusta, коли однієї зими сильний зимовий шторм вивів з ладу багато основних ліній електропередачі Нової Англії. Роль SS Jacona полягала б у тому, щоб пристикуватися якомога ближче до постраждалої зони та підключитися до місцевої електромережі, відновлюючи електропостачання. Протягом літніх місяців SS Jacona підключався до електромереж, де потреба в електроенергії надзвичайно низька під час міжсезоння та надзвичайно висока під час сезону літніх відпусток. SS Jacona був оснащений паровими котлами, які приводили в рух два генератори, що могли виробляти 10 МВт кожен.
Свого часу Військово-морські сили США використовували свої підводні човни як плавучі електростанції, коли катастрофа вразила місцеву громаду, яка вивела з ладу комерційну електромережу, що призвело до ідеї плавучих електростанцій для ВМС США, і першою плавучою електростанцією ВМС США був USS Saranac, колишній військовий корабель ВМС США. USS Saranac був танкером-заправником флоту 1942 року побудови, перш ніж після Другої світової війни його перетворили на плавучу електростанцію для служби у Військово-морських силах і Армії США. У 1957 році вона була продана корпорації Hugo Neu Corporation з Нью-Йорка і використовувалася як електростанція за кордоном корпорацією International Steel and Metal Corporation. У 1959 році вона була перейменована на Somerset.

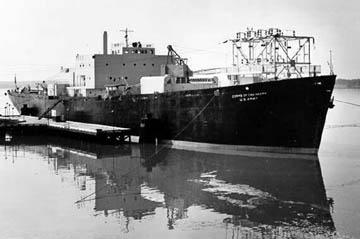
, перша плавуча АЕС

Першою плавучою АЕС була MH-1A, яка використовувалася в зоні Панамського каналу з 1968 по 1975 рік. Цей корабель (під назвою Sturgis) був виведений з експлуатації та списаний на металобрухт протягом 2015—2019 років.
Енергетичні баржі та плавучі електростанції мають низку переваг перед іншими видами електростанції. Завдяки своїй мобільності, плавучі електростанції можуть бути підключені до місцевих електромереж, щоб тимчасово задовольнити потреби, якщо електростанцій на місці недостатньо або будівництво нових електростанцій потребує часу, тоді як двопаливні двигуни на борту можуть працювати як на рідкому паливі, так і на газі. Енергетична баржа та плавуча електростанція можуть використовувати будь-яку інфраструктуру, доступну на місці, де вона потрібна.

## Сьогодення
Деякі нещодавно побудовані плавучі електростанції були існуючими великими балкерами, оснащеними старими поршневими двигунами та новими сучасними двопаливними дизельними двигунами великого діаметра, які працюють на важкому паливі або природному газі для виробництва електроенергії, відповідними Трансформаторами та електрощити. Єдині інші плавучі електростанції базувалися на кораблях Військово-морських сил США. Плавучі електростанції, які є новими спеціально побудованими кораблями, не будуть конкурентоспроможними спеціально побудованим енергетичним баржам через вищу вартість будівництва. Приміщення для екіпажу та силові установки використовуються недостатньо протягом періоду експлуатації електростанції, який може тривати протягом усього терміну експлуатації електростанції.
Очікується, що енергетична баржа або плавуча електростанція можуть пришвартуватися в одному місці в середньому на три-п'ять років на умовах оренди або до 20 років за умовами PPA. З цієї причини плавучі електростанції, якщо вони вже побудовані, є рішенням для подолання розриву в енергосистемі на певний час, поки не буде побудована місцева електростанція або не спаде високий попит на електроенергію.
Karadeniz Powership Co. Ltd., відома як Karpowership, дочірня компанія Karadeniz Energy Group, що базується в Туреччині, розробила та реалізує проєкт під назвою «Сила дружби» (англ. Power of Friendship), який має на меті забезпечити загальну потужність 2 010 МВт електроенергії для понад десяти постраждалих країн Середнього Сходу, Північної Африки та Південної Азії десятьма різними суднами до кінця 2010 року. Перша плавуча електростанція проєкту, яка може виробляти потужність 144 МВт, була введена в експлуатацію на початку 2010 року біля берега поблизу Басри на південному сході Іраку, а друга плавуча електростанція також мала бути розгорнута у тому ж місці. Компанія також підписала контракт з Пакистаном, але пакистанський уряд припинив цей проєкт. Зараз ця справа розглядається в Трибуналі Світового банку.
Усі інші виробники плавучих електростанцій припинили свою діяльність, оскільки енергетичні баржі виявилися економічно ефективнішими.
У 1990-х роках енергетичні баржі стали популярним способом постачання енергії країнам, що розвиваються, з компаніями, що будують енергетичні баржі, включаючи постачальників обладнання, таких як General Electric, Westinghouse, Wärtsilä та MAN; і такими розробниками, як Smith Cogeneration, AES, GMR Vasavi, які експлуатують плавучі електростанції для клієнтів у Нью-Йорку (США), Кхулна (Бангладеш), Домініканській Республіці, Бразилії, Еквадорі, Анголі, Нігерії, Таїланді, Еффасу (Гана), а також на Філіппінах, Ямайці, в Кенії та Малайзії. Інжинірингові, закупівельні та будівельні компанії, такі як Power Barge Corporation, Waller Marine Inc, Hyundai, IHI Corporation і Mitsui, пропонують програми будівництва газових турбінних барж, а Karadeniz Energy, MAN і Wärtsilä пропонують середньошвидкісні баржі з потужними двигунами.
Сьогодні по всьому світу розгорнуто та працює понад 75 енергетичних барж. Коефіцієнт використання енергетичних барж становить приблизно 95 %, причому на світовому ринку одночасно доступна лише одна або дві енергетичні баржі.
У квітні 2011 року компанія Waller Marine завершила встановлення у Венесуелі двох великих плавучих генеруючих барж у підготовленому басейні в Такоа. Дві баржі потужністю 171 МВт, кожна з яких має двопаливну промислову газову турбіну GE 7FA, під'єднані до мережі та незабаром постачатимуть необхідну електроенергію в Каракас. Power Barge Corporation нещодавно поставила баржу з газовими турбінами потужністю 96 МВт до Анголи, баржу Wartsila потужністю 72 МВт до Панами та баржу з газовими турбінами потужністю 105 МВт до Венесуели.
У 2010-х роках Росія побудувала велику атомну баржу «Академік Ломоносов», яка була використана для заміни застарілої Білібінської АЕС на північному сході Чукотки. Із кінця 2019 року вона працює в місті Певек, забезпечуючи електроенергією прилеглі золоті копальні та поселення. У 2018 році дві китайські компанії оголосили, що вони побудують флот ядерних барж для островів Південно-Китайського моря.

### Російське вторгнення в Україну
Внаслідок ракетних ударів по об'єктах критичної інфраструктури України під час російсько-української війни енергетична система України зазнала руйнувань, що призвело до дефіциту генерації електроенергії. У грудні 2022 року стало відомо, що турецька компанія Karpowership та німецька Siemens Energy запропонували розмістити на півдні України плавучі електростанції. Турецька компанія заявила, що веде переговори із одеською владою та Укренерго щодо розміщення біля Одеси трьох плавучих електростанцій загальною потужністю 300 МВт. Німецька компанія запропонувала розташувати свої плавучі електростанції в акваторії біля Одеси, Миколаєва, Ізмаїла потужністю 150—300 MВт. Проте, Укренерго заперечили, що ведуть так переговори. Окрім того, експерти скептично оцінили реалізацію такого проєкту, оскільки українське узбережжя Чорного моря заміноване.
У січні 2023 року Енергетична компанія України підписала із турецькою компанією Karpowership меморандум про постачання плавучих електростанцій. Плавучі електростанції потужністю 500 МВт планується розташувати в портах Румунії та Молдови, а потім транспортувати електроенергію через енергомережі цих країн.